# Saskatchewan Highway 35

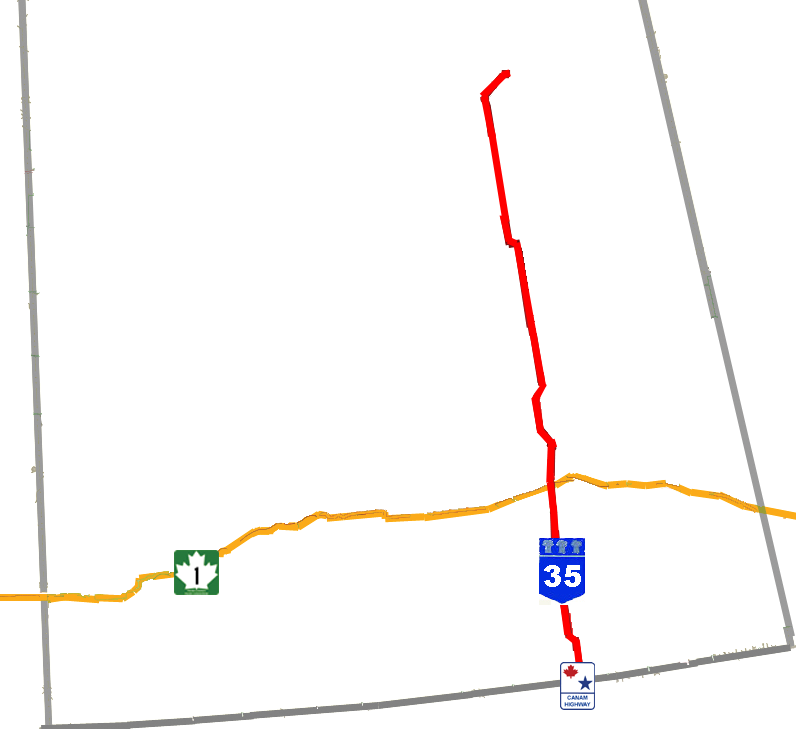
Saskatchewan Highway 35

Saskatchewan Highway 35 je provinční silnice se zpevněným povrchem (z části z asfaltobetonu), nedělená středovým pásem, nalézající se v kanadské provincii Saskatchewan.
 
Vede od hranic Spojených států (kde se stýká se silnicí Route 85), od místa nedaleko Port of Oungre, až ke slepému zakončení (tzv. mrtvému konci – anglicky dead end) nedaleko severního břehu přehradního jezera Tobin Lake. Saskatchewan Highway 35 (SK Hwy 35) je asi 540 km dlouhá. Kanadskoamerická dálnice CanAm Highway, kterou je Saskatchewan Highways 35 částečně součástí, se skládá ze silnic SK Hwy 39, SK Hwy 6, SK Hwy 3, SK Hwy 2 a U.S. Route 85. Silnice SK Hwy 35 přispívá ke kanadskoamerické dálnici CanAm Highway 46,5 km dlouhým úsekem mezi Port of Oungre na kanadsko-americké hranici a Weyburnem. 

## Historie
Při výstavbě byly velkým problémem, konstrukčním i finančním, sesuvy půdy a jarní záplavy v oblasti kolem Nipawinu a také v jižní části trasy v oblasti nazývané Greater Yellow Grass Marsh (Větší bažina žlutých trav). Nejdříve bylo postaveno více než 20 hrází, než začalo být řešení směřováno směrem k plánu Rafferty-Alameda Project výstavby přehrady na řece Souris a řešeno výstavbou přehrady Qu'Appelle River Dam na stejnojmenné řece, která pomohla zamezit vymývání či podemílání silnice a zaplavování obcí. Přehradní hráz E.B. Campbell Dam vybudovaná v roce 1963 vytvořila u severního konce silnice přehradní jezera Tobin Lake a Codette Lake. Tu pak následovala výstavba mostu v roce 1974, která nahradila převoz a lanovku sloužící k přepravě na sever od Nipawinu a přehrady Tobin Lake.

## Popis trasy
Další větší silnice, se kterými je saskatchewanská „pětatřicítka“ propojena, jsou SK Hwy 18, SK Hwy 39, SK Hwy 33, SK Hwy 38, SK Hwy 1, SK Hwy 22, SK Hwy 15, SK Hwy 16, SK Hwy 5, 3 a SK Hwy 55. Významnější obce na trase jsou Weyburn, Fort Qu'Appelle, Wadena, Tisdale a Nipawin. Okolní krajiny se postupně mění od prérie zvlněné morénami a údolími porostlými smíšeným porostem travin na lesostep, kraj osikových hájů a remízů. Krajina osikových remízů provází jak údolí řeky Qu'Appelle, tak oblast slaných jezer Quill Lakes. Severní část trasy vede jižním boreálním lesem, v kteréžto oblasti se stále ještě vyskytuje zemědělská krajina střídající se již se silně zalesněnými oblastmi.